# Wistowa
Wistowa (ukr. Вістова) – wieś na Ukrainie, w rejonie kałuskim obwodu iwanofrankiwskiego, założona w 1460. Wieś liczy 1220 mieszkańców.
Znajduje tu się przystanek kolejowy Wistowa, położony na linii Stryj – Iwano-Frankiwsk (odcinek dawnej Galicyjskiej Kolei Transwersalnej).
W II Rzeczypospolitej miejscowość była siedzibą gminy wiejskiej Wistowa w powiecie kałuskim województwa stanisławowskiego.